# Лигула
Лигула у ботаници означава карактеристичан језичак кончастог изгледа на граници лисног рукавца, односно стабла и лисне плоче код трава (Gramineae). Код неких врста као што су ђиповина (Chrysopogon gryllus) и трозупка (Danthonia decumbens), лигуле нема (редукована је), већ се уместо ње налазе длачице. Постојање или изостанак лигуле, као и њен облик и дужина могу бити важна карактеристика при идентификацији биљака.

## Примери
| врста | српски назив       | дужина лигуле ()               | изглед                              |
| ----- | ------------------ | ------------------------------ | ----------------------------------- |
|       | бела пузава росуља | 2-4, дужа је од ширине листова | дугуљаста и на врху назубљена       |
|       | лисичји репак      | преко 4, једнако дуга и широка | дуга и тупа, ређе кратка и одсечена |
|       | мирисавка          | до 2                           | тупа, често назубљена или расцепана |
|       | сузица             | до 1                           | широко округласта                   |
|       | крестац            | око 1                          | кратка и одсечена                   |
|       | јежевица           | 4                              | зашиљена                            |